# Síra
Síra (chemická značka S, latinsky sulphur) je nekovový chemický prvek žluté barvy, poměrně hojně zastoupený v přírodě. Patří do skupiny chalkogenů.

## Fyzikální vlastnosti

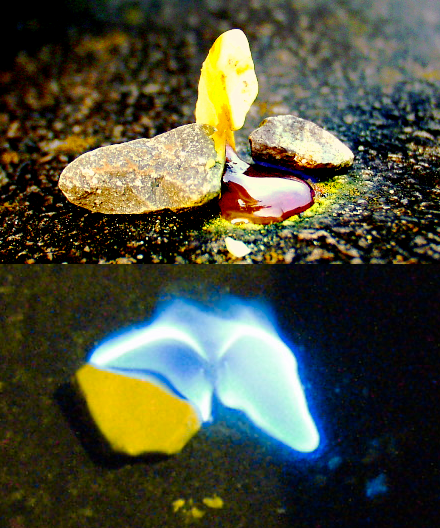
Při hoření se síra taví do krvavě rudé barvy a hoří modrým plamenem, který je nejlépe vidět za tmy.

Síra má celkem 4 stabilní izotopy: 32S, 33S, 34S a 36S a dalších 20 izotopů které jsou nestabilní.
Pevná síra se vyskytuje v několika alotropických modifikacích:
- Kosočtverečná (α) je stálá modifikace, na kterou postupně přecházejí ostatní modifikace, žlutá látka nerozpustná ve vodě, dobře rozpustná v sirouhlíku, v ethanolu nebo etheru. Je dobrý elektrický a tepelný izolant, molekula je monocyklická, oktaatomická.
- Při teplotě 95,3 °C přechází na modifikaci jednoklonnou (β), připraví se krystalizací kapalné síry při teplotě 100 °C a rychlým ochlazením na teplotu přibližně 20 °C.
- Jednoklonná (γ), které se také říká perleťová, se připravuje pomalým ochlazováním taveniny síry z teploty nad 150 °C, její molekuly jsou cyklické oktaatomické – uspořádání je těsnější než u β-modifikace a pomalu přechází na formu α.
- Homocyklické formy jsou tvořeny kruhy, které obsahují 6 až 20 atomů – tato polysíra se vyskytuje v mnoha formách – kaučukovitá síra, plastická síra, vláknitá síra, polymerní síra, nerozpustná síra, bílá síra, supersublimovaná síra a tyto metastabilní alotropické směsi se připravují srážením síry z roztoků nebo ochlazením horké kapalné síry z teploty okolo 400 °C.

Obsahují šroubovice, cyklickou oktasíru (S8) a další molekulové formy, všechny tyto formy přecházejí na Sα.
- Rychlým ochlazením par síry vzniká sirný květ.

Síra taje při teplotě 114 °C za vzniku žluté průhledné kapaliny, kapalné síry. Při zvýšení teploty nad 160 °C kapalina hnědne, stává se viskóznější a při teplotě 444,5 °C vře a uvolňuje oranžové páry, které jsou tvořeny z osmi- a šestiatomových molekul, které se s rostoucí teplotou rozpadají na čtyř- a dvouatomové a při teplotě 860 °C existují v parách z větší části dvouatomové molekuly, samostatné atomy se vyskytují až při teplotě 2 000 °C.

## Chemické vlastnosti síry
Síra je poměrně reaktivní prvek; přímo se slučuje se všemi prvky kromě vzácných plynů, dusíku, telluru, jodu, iridia, platiny a zlata. Při teplotě 120 °C velmi pomalu reaguje s vodíkem, v atmosféře plynného fluoru se vznítí za vzniku SF6, reakce s dalšími halogeny probíhá při normální teplotě klidně. S čistým kyslíkem síra za normální teploty nereaguje, stejně jako s dusíkem. Ostatní nekovy reagují se sírou až za zvýšené teploty. Přechodné prvky, lanthanoidy a aktinoidy reagují se sírou živě za vzniku podvojných sulfidů.
Síra hoří na vzduchu modrým plamenem za vzniku oxidu siřičitého SO2 a v malém množství i oxidu sírového SO3.
Reaguje s kyselinami, které mají oxidační vlastnosti:
S + 2 HNO3 → H2SO4 + 2 NO
Reakcí s hydroxidy vzniká thiosíran a sulfid:
4 S + 6 KOH → K2S2O3 + 2 K2S + 3 H2O
Ve sloučeninách nejčastěji zaujímá oxidační číslo -II (v sulfidech), IV a VI. Méně obvyklá jsou oxidační čísla -I (disulfidy a okrajové atomy síry u polysulfidů), 0 (vnitřní atomy síry v polysulfidech), I (např. chlorid sirný), III (kyselina dithioničitá a její soli) a V (kyselina dithionová a další polythionové kyseliny a jejich soli).

### Vazebné možnosti síry
Na rozdíl od kyslíku může síra zasahovat do orbitalu d. Atomy síry mohou existovat v excitovaném stavu prvního stupně S* (čtyřvazný s oxidačním číslem +IV) a druhého stupně S** (šestivazný s oxidačním číslem +VI). Síra nejčastěji tvoří kovalentní vazby (jednoduché, dvojné), v organických látkách je významná vazba koordinačně-kovalentní, ve které atomy síry mají roli donoru (dárce). Iontová vazba je u síry též možná, ale vzhledem ke střední elektronegativitě síry je tato možnost vzácnější – sloučeniny síry s iontovou vazbou jsou například: K2S, Li2S nebo Na2S.

### Anorganické sloučeniny
- S2−, sirovodík (sulfan) H2S je velmi jedovatý (smrtelně toxická koncentrace ve vzduchu 0,15 %) plyn silně zapáchající po zkažených vejcích. Chová se jako slabá kyselina, soli odvozené od této kyseliny jsou sulfidy.
- (formální náboj) S2+ mají soli odvozené od kyseliny thiosírové H2S2O3, například thiosíran sodný jako hlavní složka fotografického ustalovače (proto byly thiosírany – thiosulfáty dříve nazývány sirnatany).
- S4+ oxid siřičitý SO2, kyselina siřičitá H2SO3 a její soli siřičitany (neboli sulfity)
- S6+ oxid sírový SO3, kyselina sírová H2SO4 a její soli sírany (neboli sulfáty).

### Organické sloučeniny
- thioly (merkaptany), obsahující skupinu -SH
- thioethery, obsahující skupinu -C–S–C-
- thioketony, obsahující skupinu C=S
- disulfidy, obsahující skupinu -C-S-S-C-
- sulfoxidy, sulfony, sulfonamidy a další oxidované formy
- sulfonové kyseliny se skupinou -SO3H
- aminokyseliny, obsažené v bílkovinách – methionin, cystein a cystin (tedy dvě molekuly cysteinu spojené disulfidickým můstkem)
- heterocyklické sloučeniny jako například thiofen, thiazol apod.

## Výskyt vpřírodě

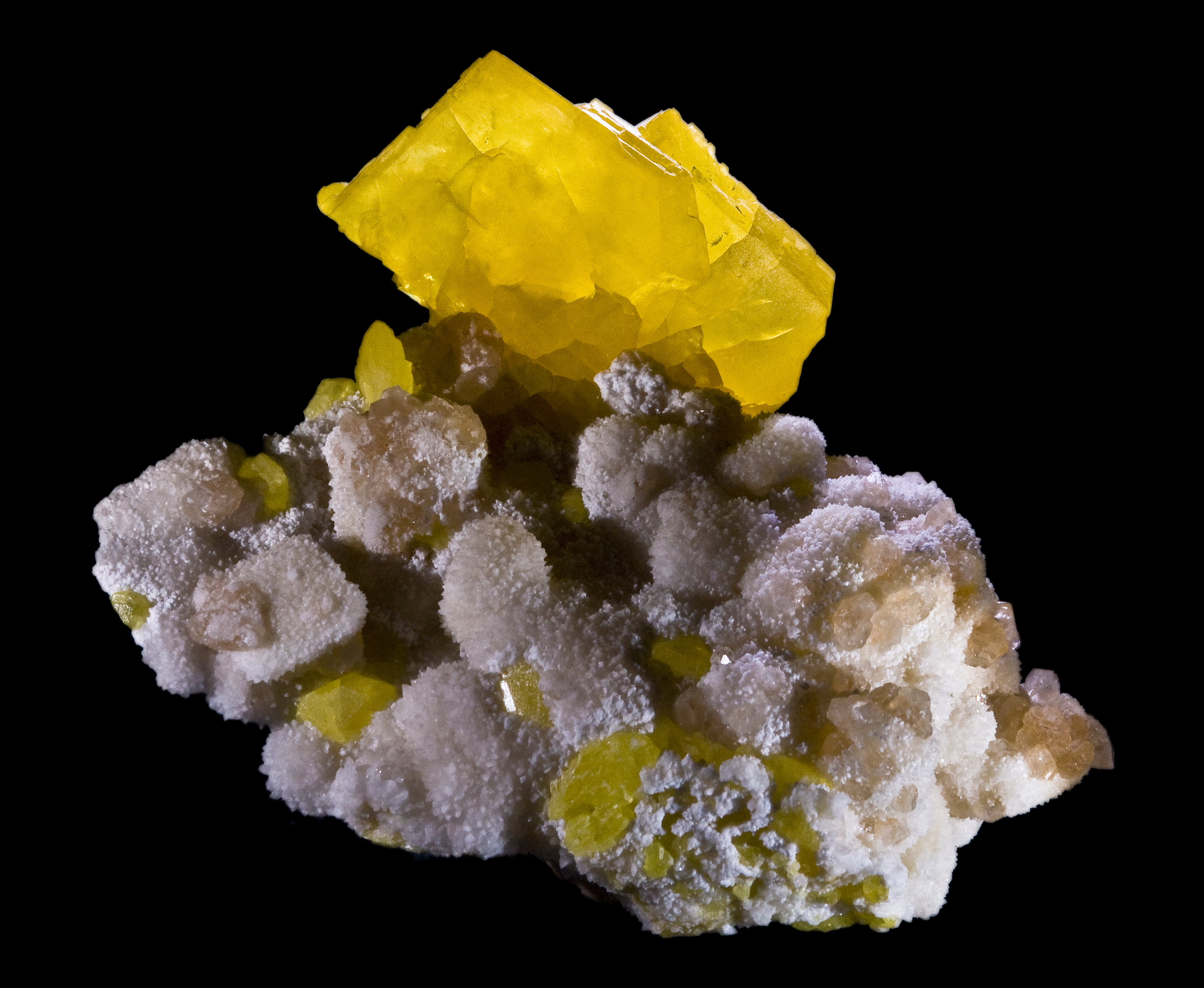
Přírodní krystalická síra

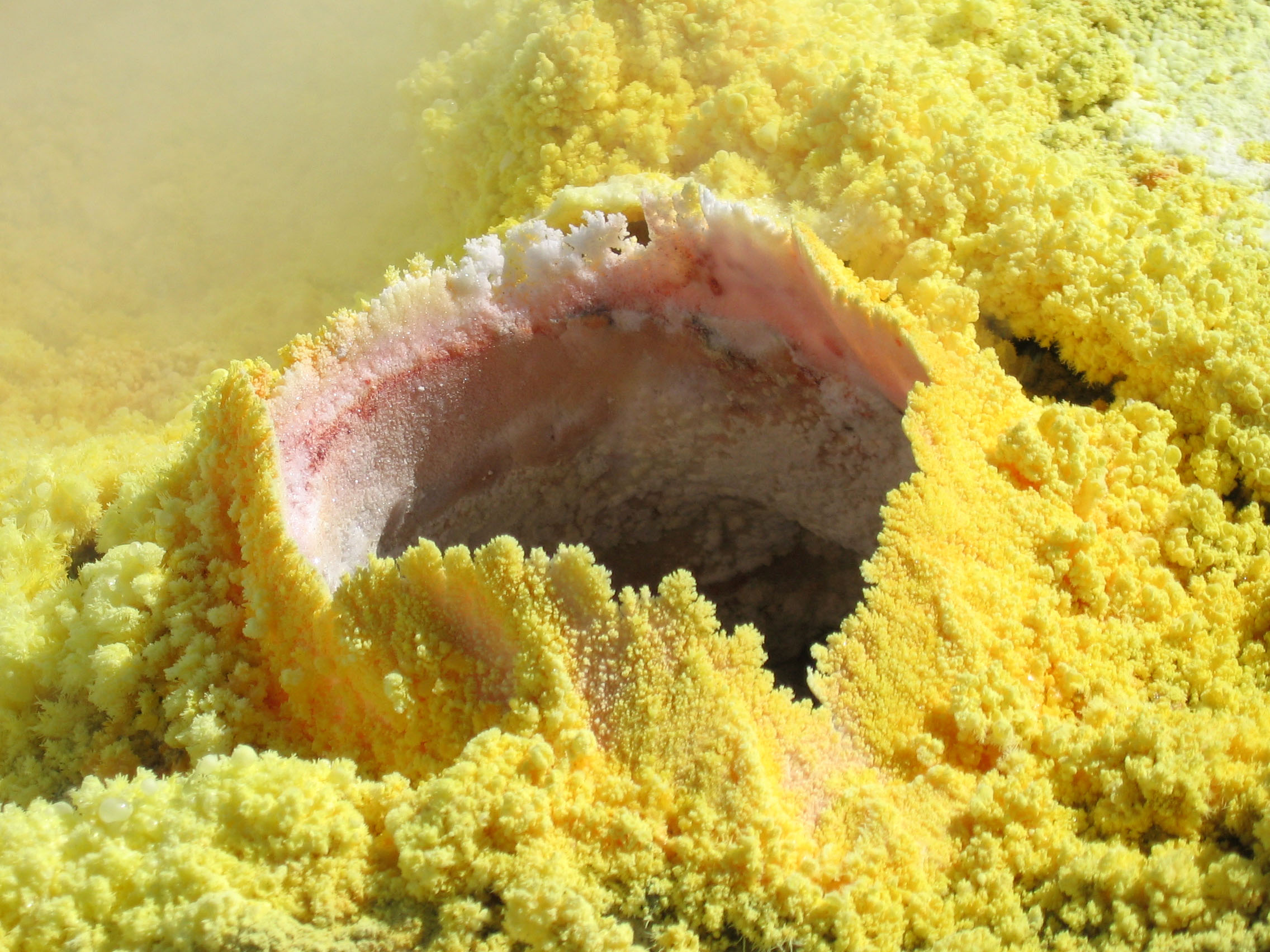
Síra sopečného původu (srážející se okolo solfatar)

Síra tvoří přibližně 0,03–0,09 % zemské kůry, v mořské vodě se její koncentrace pohybuje kolem 900 mg/l. Ve vesmíru připadá jeden atom síry přibližně na 60 000 atomů vodíku.
Jako čistý prvek se vyskytuje především v oblastech s bohatou vulkanickou činností nebo v okolí horkých minerálních pramenů. Hlavní oblasti těžby síry jsou Polsko, Povolží, Kazachstán a USA. Podrobněji viz síra (minerál).
Velmi významný je výskyt síry v různých rudách na bázi sulfidů. K nejznámějším patří sulfid zinečnatý – sfalerit, disulfid železnatý – pyrit, sulfid olovnatý – galenit, sulfid rtuťnatý – cinabarit (rumělka) a chalkopyrit – směsný sulfid mědi a železa. Nejznámějším minerálem na bázi síranů je sádrovec – dihydrát síranu vápenatého.
Síra se v poměrně značném množství vyskytuje i v horninách organického původu – v uhlí a ropě.
V atmosféře je síra přítomna ve formě svých oxidů, především siřičitého, ale i sírového. Způsobuje to především nekontrolované spalování fosilních paliv s vysokým obsahem síry, ale i vulkanická činnost: při erupci sopek dochází k emisi značných množství sloučenin síry.
Síra je podstatnou složkou organických materiálů a vyskytuje se v různých bílkovinách jako aminokyselina cystein či metionin, přítomných prakticky ve všech živých organizmech. Dále tvoří v proteinech Fe-S struktury, je součástí koenzymu A a různých vitamínů. Vyskytuje se v glutathionu, který dokáže inaktivovat různé toxiny. Glutathion je složkou fytochelatinů, které dokážou vyvazovat z půdy těžké kovy. Zajímavostí je, že glutathion nevzniká běžným procesem proteosyntézy na ribosomech, ale činností speciálních enzymů, aktivovaných těžkými kovy. Existují bakterie, které jako zdroj energie využívají sloučeniny síry namísto kyslíku.
Rostliny přijímají síru z půdy ve vodném roztoku jako síranový anion SO 2-
4  symportem se třemi protony H+. Tyto protony musí být poté zase vyčerpány ATPásovými pumpami ven z buňky za investice ATP, aby se udržela jejich optimální koncentrace v buňce. Příjem síry je pro rostlinu energeticky náročný. Síra je po rostlině transportována buď ve formě SO 2-
4 , nebo jako redukovaný (pro redukci je třeba ATP a redukovaný feredoxin) sulfid S2−, nebo vázaná v aminokyselinách či sulfolipidech.

## Produkce
Naprostá většina ze světové roční produkce (64 milionů tun síry v roce 2005) vzniká jako vedlejší produkt při odsiřování ropy a zemního plynu. Využívá se při tom především tzv. Clausova procesu a jeho modifikací. Přírodní elementární síra se používá především pro speciální účely, např. farmacie.

## Využití
Síra byla známa již v dávnověku a např. ve starověké Číně sloužila jako jedna ze složek střelného prachu. Jako součást různých výbušnin a zábavní pyrotechniky se síra používá dodnes, i když po vynálezu dynamitu význam těchto směsí značně poklesl.
V chemickém průmyslu se elementární síra používá především pro vulkanizaci kaučuku. Množství síry přidané do směsi pak určuje tvrdost získaného produktu. Dále je elementární síra základní surovinou pro výrobu kyseliny sírové.
Síra je významnou složkou různých fungicidů, tedy prostředků působících proti růstu hub a plísní. Síření sklepů i sudů pro uchovávání vína či piva efektivně brání množení nežádoucích plísní a mikroorganizmů.
Dříve se používala pro výrobu zápalek. Tuto surovinu však vytlačily jiné chemikálie.

## Biologie aživotní prostředí

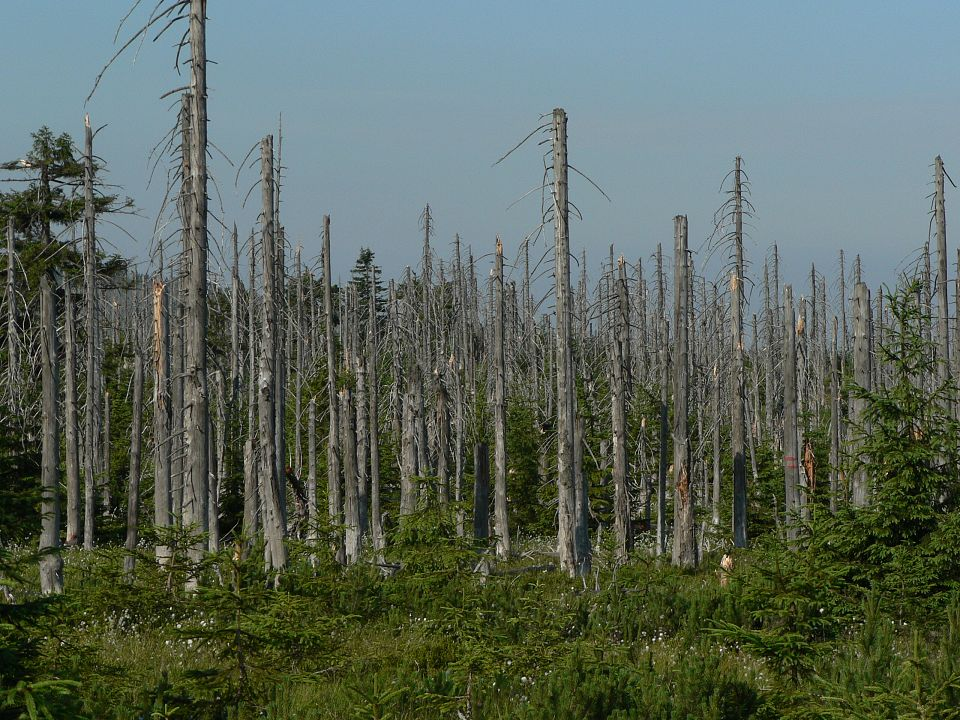
Jizerské hory – smrkový les zasažený kyselým deštěm

Síra je obsažena v řadě molekul, nezbytných pro fungování živých organizmů. Typické jsou esenciální aminokyseliny jako cystein a methionin, které tvoří součást bílkovin, přítomných prakticky ve všech živých organizmech.
Před rokem 1989 byl oxid siřičitý hlavním problémem kvality ovzduší, především v důsledku masivního spalování uhlí s vysokým obsahem síry. Reakcí s vodní parou obsaženou v atmosféře vznikají kyseliny siřičitá a sírová, které se podílejí na vzniku kyselých dešťů, jež se podílely na zničení smrkových lesů např. Jizerských a Krušných hor. Mezi lety 1990 až 2006 došlo v České republice k poklesu emisí SO2 téměř o 90 % v důsledku instalaci účinných odsiřovacích zařízení, většinou za použití alkalických sorbentů (mletý vápenec nebo magnezit). V posledních letech stoupají emise SO2 z malých zdrojů.
V současnosti představují emise oxidů síry problém hlavně v zemích třetího světa jako Čína nebo Indie.

## Biologický význam síry
Do organismu se dostává nejčastěji v potravě bohaté na bílkoviny (sýry, vejce). "Síra je složkou dvou esenciálních aminokyselin (cysteinu a methioninu). Nachází se ve všech buňkách lidského těla, ve vyšších koncentracích ji najdeme v kůži, nehtech a ve vlasech ". Nedostatek síry v našich podmínkách nehrozí. Denní doporučená dávka 0,5–1 g.